# Zartblättriger Spargel
Der Zartblättrige Spargel (Asparagus tenuifolius) ist eine Pflanzenart aus der Gattung Spargel (Asparagus) in der Familie der Spargelgewächse (Asparagaceae).

## Merkmale
Zartblättriger Spargel ist eine ausdauernde, krautige Rhizom-Pflanze, die Wuchshöhen von 40 bis 80 (selten bis 100) Zentimeter erreicht. Die Scheinblätter haben einen Durchmesser von 0,1 bis 0,2 Millimeter. Sie sind zu 10 bis 25 (selten bis 40) am Knoten angeordnet. Die Staubfäden sind 4- bis 6-mal so lang wie die runden Staubbeutel. Die Blüten sind 6 bis 8 Millimeter lang, weißlich gefärbt und haben einen grünen Streifen. Die Schuppenblätter sind am Grund nicht sehr dornig.
Die Blütezeit reicht von Mai bis Juni.

## Vorkommen
Zartblättriger Spargel kommt in Süd-Frankreich, Italien, der südlichen Schweiz, auf dem Balkan, in Süd-Österreich, in der Ukraine und in der Nordwest-Türkei vor. Er wächst in Gebüschen, lichten Wäldern, besonders im Hopfenbuchenwald (Orno-Ostryon) und auf sonnigen felsigen Hängen in Höhenlagen bis 1300 Meter.
Die ökologischen Zeigerwerte nach Landolt et al. 2010 sind in der Schweiz: Feuchtezahl F = 1+ (trocken), Lichtzahl L = 3 (halbschattig), Reaktionszahl R = 3 (schwach sauer bis neutral), Temperaturzahl T = 4+ (warm-kollin), Nährstoffzahl N = 2 (nährstoffarm), Kontinentalitätszahl K = 2 (subozeanisch).

## Nutzung
Zartblättriger Spargel wird zerstreut als Zierpflanze genutzt.

## Belege
- Eckehart J. Jäger, Friedrich Ebel, Peter Hanelt, Gerd K. Müller (Hrsg.): Rothmaler Exkursionsflora von Deutschland. Band 5: Krautige Zier- und Nutzpflanzen. Spektrum Akademischer Verlag, Berlin Heidelberg 2008, ISBN 978-3-8274-0918-8.